# Erisphex simplex
Erisphex simplex är en fiskart som beskrevs av Chen, 1981. Erisphex simplex ingår i släktet Erisphex och familjen Aploactinidae. Inga underarter finns listade i Catalogue of Life.